# Strophurus mcmillani
Strophurus mcmillani — вид геконоподібних ящірок родини диплодактилідів (Diplodactylidae). Ендемік Австралії.

## Поширення і екологія
Strophurus mcmillani мешкають на північному заході регіону Кімберлі в Західній Австралії. Вони живуть на спінніфексових луках, серед пісковикових скель.